# Excursion Inlet
Excursion Inlet é uma Região censo-designada localizada no estado americano de Alasca, no Distrito de Haines.

## Demografia
Segundo o censo americano de 2000, a sua população era de 10 habitantes.

## Geografia
De acordo com o United States Census Bureau, a localidade tem uma área de 147,4 km², dos quais 147,0 km² cobertos por terra e 0,4 km² cobertos por água.

## Localidades na vizinhança
O diagrama seguinte representa as localidades num raio de 56 km ao redor de Excursion Inlet.